# MetaGer
MetaGer ist eine deutsche Metasuchmaschine, die an der Universität Hannover als Dienst des Regionalen Rechenzentrums für Niedersachsen seit April 1996 entwickelt wurde. Seit 1. Oktober 2012 wird MetaGer vom eingetragenen Verein Suma e. V. in einer Kooperation mit der Universität Hannover betrieben und weiterentwickelt. Der Name MetaGer steht für Meta = griechisch „über“ und Germanien bzw. germanisch: Ger = Speer, der das im „Heuhaufen gesuchte herausspießt“.

## Such-Funktionen
Die vom Nutzer eingegebenen Suchbegriffe werden gleichzeitig in etwa 8 Suchmaschinen gesucht, darunter Bing, Yahoo, Brave-Search und YaCy. Dazu gehört auch eine Reihe eigener Webcrawler, die von MetaGer selbst betrieben werden. Daher ist MetaGer eigentlich eine hybride Suchmaschine. Optional können die Benutzer bestimmen, welche Suchmaschinen in die Suche einbezogen werden sollen. Die Ergebnisse der verschiedenen Suchmaschinen werden zusammengefasst und aufbereitet präsentiert.
An MetaGer ist die Software Assoziator angeschlossen, das auf heuristischer Basis semantisch zusammenhängende Wörter zum eingegebenen Begriff liefert. Wird ein Suchbegriff eingegeben, versucht das Programm typische Fachausdrücke aus dem thematischen Umfeld des Wortes auszugeben, mit denen dann nötigenfalls weitergesucht werden kann.
Zudem bietet MetaGer in Kooperation mit dem Rechenzentrum der Universität Hannover (Leibniz Universität IT Services) die Quelltextsuche MetaGer Code Search an, mit der der Quelltext bekannter Open-Source-Software durchsucht werden kann. Neben der Suchmöglichkeit ist der Quelltext auch quer referenziert aufbereitet, sodass das jeweilige Programm auch ohne Entwicklungsumgebung betrachtet bzw. „durchgeklickt“ werden kann.
MetaGer legt Wert darauf, keine personalisierten Suchergebnisse zu liefern (siehe auch Filterblase). Die Server von MetaGer werden nach eigenen Angaben mit 100 % erneuerbarer Energie betrieben.
Seit 29. August 2013 ist eine englischsprachige Version von MetaGer online. Am 16. August 2016 wurde der Quellcode auf einer eigenen GitLab-Instanz freigegeben.

### Einschnitt im September 2024
Am 10. September 2024 zeigte der Aufruf der MetaGer-Website statt der Suchmaske folgenden Post an: „Eine Ära geht zu Ende“. Der MetaGer-Betreiber erklärt in diesem Posting insbesondere: „… die werbefinanzierte Suche, die den Hauptteil der Einnahmen und damit den Betrieb und die Weiterentwicklung sichergestellt hat. Diese ‚normale‘ Suche ist ab heute leider nicht mehr möglich …“. Grund ist demnach, dass Yahoo die Verträge mit MetaGer einen Tag zuvor einseitig, kurzfristig und ohne Ankündigung gekündigt habe. Weiter steht dort: „… Wie geht es nun weiter? Der Trägerverein von MetaGer, SUMA-EV, wird nach wie vor bestehen. Auch wird es weiterhin möglich sein, einen Schlüssel [ein anonymes Konto] für die tokenfinanzierte Suche [mithilfe einer virtuellen Währung] zu kaufen und mit MetaGer zu suchen. … Die Pläne, größer zu werden und mit eigenem Index (bzw. europäischem Index) ausgestattet eines Tages eine wirklich gute Alternative zu ‚den Großen‘ darzustellen, sind mit dieser Kündigung von Yahoo natürlich gestorben. Und das ist es, was richtig traurig macht...“
Über MetaGer-Maps heißt es zudem, dass unter diesen neuen Gegebenheiten auch dieser Service leider „nicht mehr weiterbetrieben werden“ kann. Für diejenigen, die weiterhin auf trackingfreie Online- und Offline-karten zur Navigation Wert legen, bleibt mit OpenStreetMap eine auch im Browser nutzbare Alternative zu MetaGer-Maps verfügbar.
Dies passiert u. a. kurz nach Veröffentlichung eines offenes Briefes vom August 2024, dem sich auch der SUMA-EV anschloss, in dem appelliert wird, dass die Europäische Union weiterhin freie Software mitfinanzieren solle.

## Datenschutz
Die Datenübertragung von MetaGer erfolgt ausschließlich verschlüsselt über das HTTPS-Protokoll. Beim Betrieb von MetaGer werden keinerlei personenbezogene Daten gespeichert, weder Session-Cookies noch IP-Adressen oder Browser-Fingerprints. Die IP-Adressen werden dabei bereits pseudonymisiert, während die Suche noch läuft Zudem werden sie von MetaGer nicht an die abgefragten Suchmaschinen weitergegeben. Auch die pseudonymisierten IP-Adressen werden nicht gespeichert, da nicht auszuschließen ist, dass zukünftige Entschlüsselungsverfahren diese Daten depseudonymisieren könnten. Es werden keine Benutzerprofile angelegt und es gibt keine Nutzerverfolgung (User-Tracking). Auch die Suchergebnisse von MetaGer können über einen Proxy anonym abgerufen werden – ebenso die weiterführenden Klicks auf der jeweiligen Website. Weiterhin bietet MetaGer mit dem MetaGer-Tor-Hidden-Service eine Onion-Site an, also einen Zugang über das anonyme Tor-Netzwerk. Auch der MetaGer-Routenplaner und Kartendienst Maps.MetaGer unterliegt einem strikten Datenschutz: Standorte und Bewegungen der Nutzer werden nicht gespeichert. Die MetaGer-Server befinden sich ausschließlich in Deutschland und unterliegen dem deutschen Datenschutzrecht.

## Routenplaner
Seit Dezember 2016 bietet MetaGer einen eigenen Routenplaner und Kartendienst an; seit März 2017 auch als App auf Android Smartphones verfügbar. Dieser basiert auf den Karten von OpenStreetMap und nutzt für die Suche die Software Nominatim. Die Anwendung ist bevorzugt zum Wandern und Fahrradfahren konzipiert. Aus dem Kartendienst heraus kann direkt auf die Online-Suche zugegriffen werden. Die zugrundeliegende Software ist Open-Source. Bei der Nutzung von Maps.MetaGer werden laut Anbieter keine Standortdaten oder Bewegungsprofile der Nutzer gespeichert.

## Metager2
Seit Mitte 2005 gab es eine Nebenentwicklung von MetaGer unter dem Namen Metager2: Bei Suchabfragen wurde – ähnlich wie bei MetaGer – auf die Resultate anderer Suchmaschinen zurückgegriffen. Die Anzahl der abgefragten Suchmaschinen war allerdings wesentlich geringer. Alleinstellungsmerkmal dieser Suche war es, dass jedes Ergebnis zum Zeitpunkt der Suchanfrage noch einmal nachgeladen und darauf überprüft wurde, ob die Suchwörter auf der Ergebnisseite tatsächlich vorkommen. Der Vorgänger dieser Suchmaschine hieß Orase. Nach eigenen Angaben befand sich Metager2 seit August 2013 im Umbau und es wurde stattdessen empfohlen, die ursprüngliche MetaGer-Suche zu nutzen. 2022 ist die Webseite nicht mehr erreichbar.

## Rezensionen
Ein 2019 erschienener Testbericht der Stiftung Warentest kam zu dem Ergebnis, dass es viel Werbung zwischen den Suchergebnissen gebe und diese dadurch unübersichtlich erschienen. Zudem wurde die Qualität der Suchergebnisse bemängelt, sowie die Benutzerfreundlichkeit. Das Datensendeverhalten der Apps, sowie die Ausarbeitung der Datenschutzerklärung wurden positiv beurteilt. Insgesamt erhielt die Suchmaschine die Bewertung Ausreichend.
Die Suchmaschine findet unter Datenschützern vielfach Erwähnung und wird empfohlen.